# Wanda Panfil
Wanda Marianna Panfil-González (née le 26 janvier 1959 à Tomaszów Mazowiecki) est une athlète polonaise spécialiste des courses de fond qui s'est illustrée en remportant la médaille d'or du marathon des Championnats du monde de Tokyo en 1991. Durant sa carrière, Panfil a également remporté les marathons de Londres, de Boston et de New-York. Élue sportive de l'année en Pologne en 1990 et 1991, elle détient quatre titres nationaux sur 5 000 m.

## Palmarès
- Championnats du monde d'athlétisme de 1991 à Tokyo :
  -  Médaille d'or du marathon en 2 h 29 min 53 s